# 氯氧化鉲
氯氧化鉲是一種具有放射性的無機化合物，其化學式為CfOCl，是锎元素的氯氧化物。氯氧化鉲可由三氯化鉲的水合物在280-320℃的温度下发生水解制备。

## 歷史
1960年，加利福尼亚大学劳伦斯辐射实验室的研究人员首次制取得到氯氧化鉲，这是歷史上被分離出的第一种鉲化合物。首次制取时，只获得了0.3μg的氯氧鉲- 249（249CfOCl）。該晶體是在一個毛細管內提取的。
CfCl3 + H2O → CfOCl + 2HCl
CfOCl + 2HCl → CfCl3 + H2O

## 性質
氯氧化鉲的晶體結構為四方晶系氟氯铅矿型結構a=395.6±0.2pm和c=666.2±0.9pm。
由三氯化锎在298K制备氯氧化鉲的标准生成焓（ΔfH0）可根据氯氧化锎在1.022mol/L鹽酸中的溶解反应CfOCl(cr) + 2 HCl(sln) → CfCl3(sln) + H2O(sln)计算出来，约为920±4kJ/mol。

## 次氯酸鉲與氯氧化鉲
次氯酸鉲的化學式為Cf(OCl)3，虽然与氯氧化鉲的类似，但結構不同：氯氧化鉲是由鉲離子和一個氯離子和一個氧離子組成，而次氯酸鉲是由三價的鉲離子和三個次氯酸根離子組成。